# Хворий Вакх
«Хворий Вакх» (італ. Bacchino malato) — шедевр ранішнього періоду творчості Мікеланджело да Караваджо (1573—1610) на міфологічний сюжет. Виконаний в техніці олійного живопису, розмір 0,67 на 0,53 м. Знаходиться у збірці Галереї Боргезе, Рим. Походить з майна художника Чезаре д'Арпіно.

## Реалізм Караваджо
Мікеланджело да Караваджо народився у північній Італії, що мала особливості в розвитку мистецтв. Окрім Венеції, ці області були менш охоплені ідеями доби Відродження і зберігали традиції реалізму, схильного до простоти й провінційності. В мистецтві Італії того часу домінував маньєризм — течія в мистецтві, що взяла за взірець твори великих майстрів Риму початку 16 ст. та зробила їх догмою. Якщо перша генерація маньєристів (Франческо Сальвіаті, Понтормо, Россо Фьорентіно) ще шукала нові стежки в мистецтві, то послідовники відмовились від пошуків і завели мистецтво у глухий кут.
Караваджо починав свій шлях в оточенні пізніх маньєристів. Його перший вчитель — Сімоне Петерцано саме з маньєристів Мілану. Невідомо, який слід залишив Петерцано в душі юнака, але технічні навички той отримав. Водночас творів Караваджо в стилі маньєризму — не знайдено. Ймовірно, їх і не було.
Швидше за все юнака навчали образи в ломбардських церквах, які відігравали в Італії роль музеїв до виникнення останніх. Міг він бачити й портрети майстрів терраферми, земель на континенті, що належали Венеції. Майстри терраферми малювали портрети прості за побудовою, в побутовому оточенні, не цуралися додавати натюрморти (Джованні Баттіста Мороні «Портрет кравця», Моретто да Брешіа «Портрет невідомого», обидва у Лондоні).
Декілька портретів, що напише й Караваджо, прості за строєм, в побутовому оточенні («Портрет Маффео Барберіні», Флоренція, «Портрет Алофа де Віньякур з пажом», Париж). А його побутові картини суто портретні з елементами натюрморту («Юнак з кошиком фруктів», Рим; «Лютніст», Петербург).

## Хворий Вакх
Нехай назва не вводить в оману — вона виникла пізніше, і невідомо, як саме називав її художник. Він опинився у Римі у віці приблизно 20 років і перебував у скрутному економічному становищі. Аби заробляти на хліб і не розлучатися з мистецтвом, пішов у помічники до майстра Чезаре д'Арпіно. Швидше за все полотно виникло в період блукань по Риму. Не маючи змоги сплачувати натурникам за позування, він писав самого себе, дивлячись у дзеркало. Цей «Вакх» перейшов у майно художника д'Арпіно, в картинах якого Караваджо вимальовував фрукти й квіти. За несплачені податки майно д'Арпіно було арештоване. Аби не платити гроші, художник сплатив борг збіркою своїх та чужих картин. Так цей твір опинився в руках папи римського, а той подарував усю збірку племіннику Шипіоне Боргезе. Назву картині дав якийсь жартівник-балагур, що побачив бога вина в обличчі юнака, котрий одужує після хвороби.